# 卡尔斯塔德市镇
卡尔斯塔德市镇（瑞典語：Karlstads kommun）是瑞典中西部韦姆兰省的一个市镇。其治所位于卡尔斯塔德。